# Анафем
«Ана́фем» (англ. Anathem) — научно-фантастический роман Нила Стивенсона, опубликованный в 2008 году. «Анафем» описывает вымышленную планету Арб, на которой ученые и интеллектуалы живут в замкнутых монастырях. Добровольная изоляция героев от мирской жизни прерывается, когда на орбите Арба появляется враждебно настроенный космический корабль из другого мира.
Роман содержит множество философских диспутов и «исторических» справок, в фантастической форме обыгрывающих и переосмысливающих реальную историю науки и философии; в число его основных идей входят концепция многомировой интерпретации в квантовой механике, философия математического платонизма и её противостояния с формализмом, идеи Роджера Пенроуза и Курта Гёделя.
«Анафем» идейно связан с «Баро́чным циклом» Стивенсона, хотя не входит в последний. Роман получил премию «Локус» в 2009 году и был номинирован на премии «Хьюго», Артура Кларка, Джона Кембелла и Британскую премию в области научной фантастики.

## Сюжет
Действие происходит в мире Арб, похожем на Землю, в 3689 году по местному летоисчислению. Арб в прошлом переживал периоды развития цивилизации, схожие с классической античностью, Новым временем и наступавшими несколько раз темными веками. В изолированных «концентах» и «матиках», ворота которых открываются на короткое время только раз в год, десять, сто или тысячу лет, обитают «инаки» — ученые-аскеты, чья жизнь определена строго установленными ритуалами. Главный герой, юный фраа Эразмас, живёт в конценте светителя Эдхара, одном из старейших на планете. Его наставник, астрофизик-«космограф» Ороло принадлежит к философской школе эдхарианцев, убежденных в реальности «Гилеина теорического мира» — мира совершенных геометрических форм, теорем и иных чистых идей. Друзьями Эразмаса являются другие молодые инаки — Джезри, Лио и Арсибальт; он заводит отношения с другой жительницей матика, Алой. Во время разрешенного «аперта», когда раз в десять лет инакам разрешается выходить наружу, Эразмас общается со своей живущей за стенами монастыря сестрой Корд и остро ощущает разницу между «матическим» и «секулярным» мирами.
Эразмас отмечает, что фраа Ороло во время аперта и сразу после него ведёт себя странно. Вскоре Ороло изгоняют из матика за ведение запрещенных астрономических наблюдений с помощью устройства, купленного во внешнем мире. Эразмас выясняет, что Ороло наблюдал на орбите вокруг Арба огромный инопланетный корабль, существование которого власти держат в секрете. Когда корабль начинает проявлять некоторую активность, секулярные власти просят помощи у матического мира, и некоторых инаков отзывают отправляют на специально созванную конференцию — «конвокс»; в их числе находится и Эразмас. Среди новых знакомых Эразмаса оказывается престарелый фраа Джад — вызванный наружу обитатель тысячелетнего матика, ворота которого в нормальных обстоятельствах открываются лишь раз в тысячу лет. Под давлением Джада Эразмас вместо того, чтобы ехать на конвокс в концент светителя Тредегара, отправляется по следам Ороло на остров Экбу в другом полушарии, на руины древнего Орифенского храма. Тем временем секулярные власти отправляют навстречу инопланетному кораблю ракету с приветственной делегацией, которую возглавляет религиозный лидер, но эта миссия оканчивается провалом. При пути через полярные льды и портовые города Эразмас переживает несколько приключений — так, его чуть не убивает разъярённая толпа, но Эразмаса спасают «долисты» — инаки из другого концента, где практикуются боевые единоборства.
На Экбе Эразмас воссоединяется со своим учителем Ороло, с которым обсуждает метафизические проблемы контакта с пришельцами и возможной способности человеческого мозга связываться со своими версиями в других, параллельных мирах. Подозрения о том, что Ороло сумел связаться с пришельцами, подтверждаются, когда в Орифенском храме приземляется запущенная с корабля Геометров капсула — к несчастью, её единственная пассажирка, девушка, лишь немногим отличающаяся от обитателей Арба, умирает ещё до посадки. После этого корабль Геометров обстреливает с орбиты Экбу кинетическим оружием, заставив вулкан вновь извергнуться и вновь уничтожить Орифенский храм; Ороло погибает, а чудом спасшегося Эразмаса привозят в концент светителя Тредегара, где все ещё идет посвященный контакту с пришельцами конвокс.
Эразмас участвует в работе секции-«мессала», посвященной множественности миров — среди прочих ученых авторитетов на ней выступает и таинственный Ж’вэрн из ордена матарритов, члены которого скрывают свои лица. Исследования показывают, что Геометры прибыли не просто с другой планеты, но из другой вселенной — все химические элементы в их телах немного, но отличаются от тех, что можно встретить на Арбе. Эразмас изучает еду, которой питается Ж’вэрн, и уличает его как пришельца с другой планеты. Ж’вэрн — на самом деле лингвист Жюль Верн Дюран с планеты «Латерр» (Земли) сознается, что он действительно прибыл на корабле Геометров, и сообщает, что на самом корабле идёт гражданская война между враждебными друг другу группировками. Корабль Геометров, который называется «Дабан Урнуд», в течение многих веков путешествует между параллельными мирами, и Арб является уже пятым посещённым миром после собственно Урнуда, где корабль был построен, Тро, Латерра и Фтосса: видя сходство между мирами, его экипаж убеждается в том, что идеи способны проникать из одного мира в другой — как это и обсуждали эдхарианцы, говоря о «Гилеином теорическом мире». «Дабан Урнуд» в страхе перед «инкантерами» — обитателями Арба, якобы способными творить чудеса силой воли — готовится использовать Сжигатель планет — огромную термоядерную бомбу, которая в состоянии уничтожить всю планету.
Перед лицом угрозы из космоса инаки и их союзники из секулярного мира распускают конвокс и создают на его основе распределённую систему, не столь уязвимую для обстрела с орбиты. Эразмас, фраа Джад, Жюль Верн Дюран и другие принимают участие в атаке на «Дабан Урнуд» — внезапности ради устраивается пуск сотен межконтинентальных баллистических ракет, часть из которых несут космонавтов в скафандрах. Миссия несколько раз оказывается на грани гибели, но Эразмас спасается благодаря помощи фраа Джада — тот действительно является «инкантером»: в изоляции тысячелетних матиков, лишенных всяких технологий, был разработан метод, позволяющий взаимодействовать со своими копиями в других вселенных и избирать тот вариант, который является наилучшим. Представители Арба и экипаж «Дабан Урнуда» подписывают мир; в эпилоге романа Эразмас и его друзья учреждают на руинах разрушенного кинетической бомбардировкой космодрома новый центр научной мысли — «… светителя Ороло».